# 朗德武岩
69°35′S 67°38′W / 69.583°S 67.633°W
朗德武岩（英語：Rendezvous Rocks），是南極洲的岩石，位於帕爾默地，處於金尼爾山脈西南面9公里，海拔高度約945米，由英國研究隊測量，現時由南極條約體系管理。